# 1982 في فرنسا
فيما يلي قوائم الأحداث التي وقعت خلال عام 1982 في فرنسا.

## أحداث
- 9 أغسطس – الهجوم على مطعم غولدنبرغ

## سياسة

### تعيين في المنصب
- 1 يناير – برنارد ديشان عضو المجلس العام  [لغات أخرى]‏.

### انتهاء فترة المنصب
- 1 يناير – كريستيان بونيت نائب فرنسي.

## رياضة
- 1 يناير – دورة فرنسا المفتوحة 1982
- 1 يناير – سباق باريس روبيه 1982 الفائزون يفون بيرتن، يان راس، غريغور براون.
- 25 يوليو – جائزة فرنسا الكبرى 1982 الفائز رينيه أرنو.

## أفلام
من الأفلام التي صدرت هذه السنة في فرنسا:
- 17 ديسمبر – فاني وأليكسندر من إخراج إنغمار برغمان.

## برامج ومسلسلات وأنمي
- الأحلام الذهبية

## مواليد

### يناير
- 1 يناير – جوديث ديفيس ممثلة فرنسية.
- 1 يناير – كريمة التقاز سياسية من تونس.
- 5 يناير – بينوا فوجرينارد درّاج طريق فرنسي.
- 9 يناير – توفيق جالاب ممثل فرنسي.
- 11 يناير – أنتوني ديلهالي متسابق دراجات نارية فرنسي.
- 11 يناير – غريغوري لاكومب لاعب كرة قدم فرنسي.
- 12 يناير – بول هنري ماثيو لاعب كرة مضرب فرنسي.
- 21 يناير – نيكولا مايو لاعب تنس فرنسي.
- 22 يناير – ألكسندر هاو لاعب كرة قدم فرنسي.
- 25 يناير – جودي فيفياني لاعب كرة قدم فرنسي.
- 28 يناير – سيباستيان بويغرينيير لاعب كرة قدم فرنسي.
- 28 يناير – مايكل غيغو لاعب كرة يد فرنسي.

### فبراير
- 7 فبراير – ميكائيل بيتروس لاعب كرة سلة فرنسي.
- 10 فبراير – فريد الطلحاوي
- 13 فبراير – جوليان فيالي لاعب كرة قدم فرنسي.
- 23 فبراير – تريستان فالنتين درّاج طريق فرنسي.
- 25 فبراير – هيرفي توري لاعب كرة سلة فرنسي.
- 27 فبراير – أميدي كوليبالي
- 28 فبراير – أوريليان كابو لاعب كرة قدم فرنسي.

### مارس
- 7 مارس – مارك بلانوس لاعب كرة قدم فرنسي.
- 8 مارس – كريم رواني لاعب كرة قدم فرنسي.
- 10 مارس – أوليفييه تشاروين لاعب كرة مضرب فرنسي.
- 11 مارس – طلال السلهامي ممثل مغربي.
- 21 مارس – عنتر يحيى لاعب كرة قدم جزائري.
- 30 مارس – فيليب مكسيس لاعب كرة قدم فرنسي.

### أبريل
- 9 أبريل – محمد دحمان لاعب كرة قدم جزائري.
- 16 أبريل – بوريس دياو لاعب كرة سلة فرنسي.
- 17 أبريل – كريم زياني لاعب كرة قدم جزائري.

### مايو
- 8 مايو – حبيب باموغو لاعب كرة قدم فرنسي.
- 16 مايو – كليمان توربان حكم كرة قدم فرنسي.
- 21 يناير – نيكولا مايو لاعب تنس فرنسي.
- 24 مايو – لورينت بيونيير لاعب كرة قدم فرنسي.
- 28 مايو – اليكسا دافالوس
- 29 مايو – وليام غراديت لاعب كرة سلة فرنسي.

### يونيو
- 1 يونيو – مات موسيلو لاعب كرة قدم.
- 2 يونيو – جمال عليوي لاعب كرة قدم.
- 9 يونيو – أليكسيس جينيت لاعب كرة قدم فرنسي.
- 11 يونيو – كامل شافني لاعب كرة قدم فرنسي.
- 12 يونيو – سيباستيان مينارد درّاج طريق فرنسي.
- 17 يونيو – ألكسندر ألفونس لاعب كرة قدم فرنسي.
- 18 يونيو – نذير بلحاج لاعب كرة قدم جزائري.
- 24 يونيو – سيلفان جوينتولي متسابق دراجات نارية فرنسي.
- 24 يونيو – كيفين بارالون لاعب كرة قدم فرنسي.
- 25 يونيو – نيكولا رينافاند لاعب كرة مضرب فرنسي.
- 25 يونيو – هولي سيز
- 25 يونيو – وليام بونيه درّاج طريق فرنسي.
- 26 يونيو – غايل غينيفييه لاعب كرة قدم فرنسي.

### يوليو
- 5 يوليو – جوليان فيريت لاعب كرة قدم فرنسي.
- 9 يوليو – سيلين دوميرك لاعبة كرة سلة فرنسية.
- 10 يوليو – ليلى العلوي مصور.
- 28 يوليو – بينوا لوروا لاعب كرة قدم فرنسي.
- 28 يوليو – غريغوري تشيردان لاعب كرة قدم فرنسي.

### أغسطس
- 1 أغسطس – أوريلسان
- 15 أغسطس – جوريس مارفو لاعب كرة قدم فرنسي.
- 27 أغسطس – داميان منير درّاج طريق فرنسي.
- 29 أغسطس – كيان خجندي
- 29 أغسطس – ياخوبا دياوارا لاعب كرة سلة فرنسي.

### سبتمبر
- 1 سبتمبر – آشا
- 4 سبتمبر – لو دويلون ممثلة فرنسية.
- 6 سبتمبر – ستيفان دومونت لاعب كرة قدم فرنسي.
- 26 سبتمبر – زافير باراو لاعب كرة قدم فرنسي.

### أكتوبر
- 7 أكتوبر – مجيد بوقرة لاعب كرة قدم جزائري.
- 9 أكتوبر – فهيد بن خلف الله لاعب كرة قدم تونسي.
- 11 أكتوبر – جيرالد دارمانان سياسي فرنسي.
- 25 أكتوبر – ميكائيل تافاريس لاعب كرة قدم.
- 30 أكتوبر – كليمونس بويزي ممثلة فرنسية.

### نوفمبر
- 2 نوفمبر – شارل إيتاندج لاعب كرة قدم كاميروني.
- 4 نوفمبر – يوهان بيلي لاعب كرة قدم فرنسي.
- 9 نوفمبر – حسين خرجة لاعب كرة قدم فرنسي.
- 12 نوفمبر – رومان سارتر لاعب كرة قدم فرنسي.
- 17 نوفمبر – أوليفيا سانشيز لاعبة كرة مضرب فرنسية.
- 22 نوفمبر – أيسيلد لي بيسكو
- 22 نوفمبر – ماثيو بودمر لاعب كرة قدم فرنسي.
- 23 نوفمبر – جورجي جوزيف لاعب كرة سلة فرنسي.
- 23 نوفمبر – سعيد حدو درّاج طريق فرنسي.
- 27 نوفمبر – ديفيد بيليون لاعب كرة قدم فرنسي.
- 29 نوفمبر – شريف كواشي

### ديسمبر
- 2 ديسمبر – جولي كوين لاعبة كرة مضرب فرنسية.
- 3 ديسمبر – أليس بول ممثلة فرنسية.
- 8 ديسمبر – ديفيد جز لاعب كرة مضرب فرنسي.
- 24 ديسمبر – ميكائيل روش لاعب كرة قدم فرنسي.
- 25 ديسمبر – يوان لانجلي لاعب كرة قدم موريتاني.
- 28 ديسمبر – جينيفر ديكر ممثلة فرنسية.
- 29 ديسمبر – فلوريان غيو درّاج طريق فرنسي.

## وفيات

### يناير
- 2 يناير – فيكتور فونتان (مواليد 1892) درّاج طريق فرنسي.

### مارس
- 3 مارس – جورج بيريك (مواليد 1936) كاتب فرنسي.
- 18 مارس – تشارلز رامبيلبيرج (مواليد 1909) درّاج طريق فرنسي.

### أبريل
- 23 أبريل – بيير-جان لوني (مواليد 1900) كاتب فرنسي.

### مايو
- 7 مايو – ألفرد آدم (مواليد 1908) ممثل فرنسي.

### يوليو
- 18 يوليو – جاك براس (مواليد 1924) درّاج طريق فرنسي.

### أغسطس
- 11 أغسطس – أندريه أوبرفيل (مواليد 1897) عالم نبات فرنسي.
- 25 أغسطس – كلود فريديريك أرماند شايفر (مواليد 1898)

### سبتمبر
- 1 سبتمبر – كانار (مواليد 1888)

### أكتوبر
- 18 أكتوبر – بيير منديس فرانس (مواليد 1907) سياسي فرنسي.
- 28 أكتوبر – بيير باربييه (مواليد 1912)

### نوفمبر
- 5 نوفمبر – جاك تاتي (مواليد 1907)

### ديسمبر
- 24 ديسمبر – لويس أراغون (مواليد 1897)